# Survival Island
Survival Island, también conocida como Three, (en España: Tres) es una película británica de 2005, del género thriller de aventuras erótico, escrita y dirigida por Stewart Raffill y protagonizada por Billy Zane, Kelly Brook y Juan Pablo Di Pace.

## Sinopsis
Un hombre de negocios, Jack (Billy Zane) y su bella esposa, Jennifer (Kelly Brook), están haciendo un crucero de placer cuando su yate se incendia y se hunde. El matrimonio y otro pasajero sobreviven al naufragio y llegan a una isla remota.

## Reparto
- Billy Zane - Jack
- Kelly Brook - Jennifer
- Juan Pablo Di Pace - Manuel
- Maria Victoria Di Pace - Maria
- Todd Collins - Bill
- Gabrielle Jourdan - Gail
- Gary Brockette - Capitán Richards
- Isabelle Constantini - Maggie Richards

## Producción
La película se produjo durante 2003 y originalmente estaba previsto su estreno en cines con el título Three en 2004. El rodaje comenzó en abril de 2004 en Eleuthera en las Bahamas y duró siete semanas. En 2005, Billy Zane y Kelly Brook desafiaron sin éxito a los productores de la película a eliminar las escenas de desnudos de Brook de la película.